# 天津共益会
财团法人天津共益会成立于1930年，是天津日租界的一个私人性质的财团法人组织。

## 成因
在天津日租界共益会建立之前，天津日租界内一切公共设施都由天津日本居留民团掌管。后来，天津日租界当局为了保持其在天津的地位和利益，便筹划建立一个“旨在保护、增进旅居天津日本人的共同利益，以经营祭祀、教育、卫生及其它必要事业为目标”的新法人组织。

## 筹建
天津日租界共益会由日本驻天津总领事加藤外松、天津日租界行政委员会会长臼井忠三和天津日本居留民团理事中岛德次于1927年筹划组建，后由日本外务省审议批准建立。天津日租界共益会主事为天津日本居留民团理事中岛德次，理事长为钟村贯治。

## 发展
天津日租界共益会成立后，天津日本居留民团曾以捐款方式给予天津日租界共益会一笔财产作为资本来推进天津日租界内的日本国民教育和租界公用事业的发展。此外，天津日租界共益会还协助日本驻天津领事馆和原天津日本兵营收买大量土地并扩张天津日租界。

## 结束
1943年3月30日，日本将天津日租界交给汪精卫政府，但实际仍维持其原有体制，直到1945年第二次世界大战结束，日本投降，中国政府才正式接管天津日租界，天津日租界共益会宣告结束。

## 内部链接
- 天津日租界
- 天津日本居留民团
- 天津日租界开发委员会